# Epiderma
 Ovo je glavno značenje pojma Epiderma. Za druga značenja pogledajte Epiderma (botanika).
Epiderma ili pousmina je gornji, tj. vanjski sloj kože. To je vodootporni zaštitni omotač cijele površine tijela.

## Građa
Epiderma ne sadrži krvne žile, već nastaje i hrani se difuzijom derme. Glavni tip stanica koje grade epidermu su keratinociti, melanociti, Langerhansove i Merkelsove stanice.

## Slojevi epiderme
Epiderma je podijeljena na nekoliko slojeva stanica koje su formirane mitozom u najdubljim slojevima. One se pomiču mijenjajući oblik i kompoziciju, počinju se razlikovati i postaju punjene keratinom.
Najviši (vanjski) sloj epiderme naziva se stratum corneum, a sadrži od 25 do 30 naslaga mrtvih stanica. One se počinju ljuštiti i skidati s tijela. Cijeli taj proces traje tjednima.
Epiderma je podijeljena u sljedećih pet slojeva, nabrojanih od vrha prema dolje:
- stratum corneum
- stratum lucidum
- stratum granulosum
- stratum spinosum
- stratum germinativum